# Thurgauer Kantonalbank
Die Thurgauer Kantonalbank (TKB) mit Sitz in Weinfelden ist die Kantonalbank des Kantons Thurgau. Mit einer Bilanzsumme von 35 Milliarden Franken und rund 900 Mitarbeitern zählt sie zu den grösseren Banken der Schweiz.
Die TKB ist eine Universalbank mit Fokus standardisierte Basisbankdienstleistungen, Immobilienfinanzierung, Unternehmensfinanzierung und Private Banking.
Sie betreibt 29 Geschäftsstellen und gegen 70 Bancomaten im ganzen Kanton. Die Bank verfügt über eine unbeschränkte Staatsgarantie.

## Organisation
Die Thurgauer Kantonalbank betreut über 200’000 Kundinnen und Kunden in den Segmenten Privatkunden, Private Banking (ab 500’000 Franken Vermögen) und Gewerbe-/Firmenkunden. Sie ist nicht im Investment Banking tätig und betreibt keinen Eigenhandel.
Höchstes Gremium der TKB ist der Bankrat, entsprechend in etwa dem Verwaltungsrat in einer Aktiengesellschaft. Seine neun Mitglieder werden alle vier Jahre vom Grossen Rat gewählt, Bankratspräsident ist seit 2022 der Anwalt und Steuerexperte Roman Brunner. Die operative Führung der TKB obliegt der Geschäftsleitung, die vom Bankrat gewählt wird. Sie besteht aus sechs Personen, die je einen Geschäftsbereich führen; Vorsitzender der Geschäftsleitung ist Thomas Koller.
Die Bank gliedert sich in fünf Geschäftsbereiche:
- Privatkunden
- Geschäftskunden
- Marktleistungen
- Services
- Finance & Risk

Hinzu kommt die Banksteuerung, die verschiedene zentrale Einheiten wie das Personalwesen, die Unternehmensentwicklung und die Unternehmenskommunikation umfasst. Sie ist dem Vorsitzenden der Geschäftsleitung unterstellt.

## Geschichte

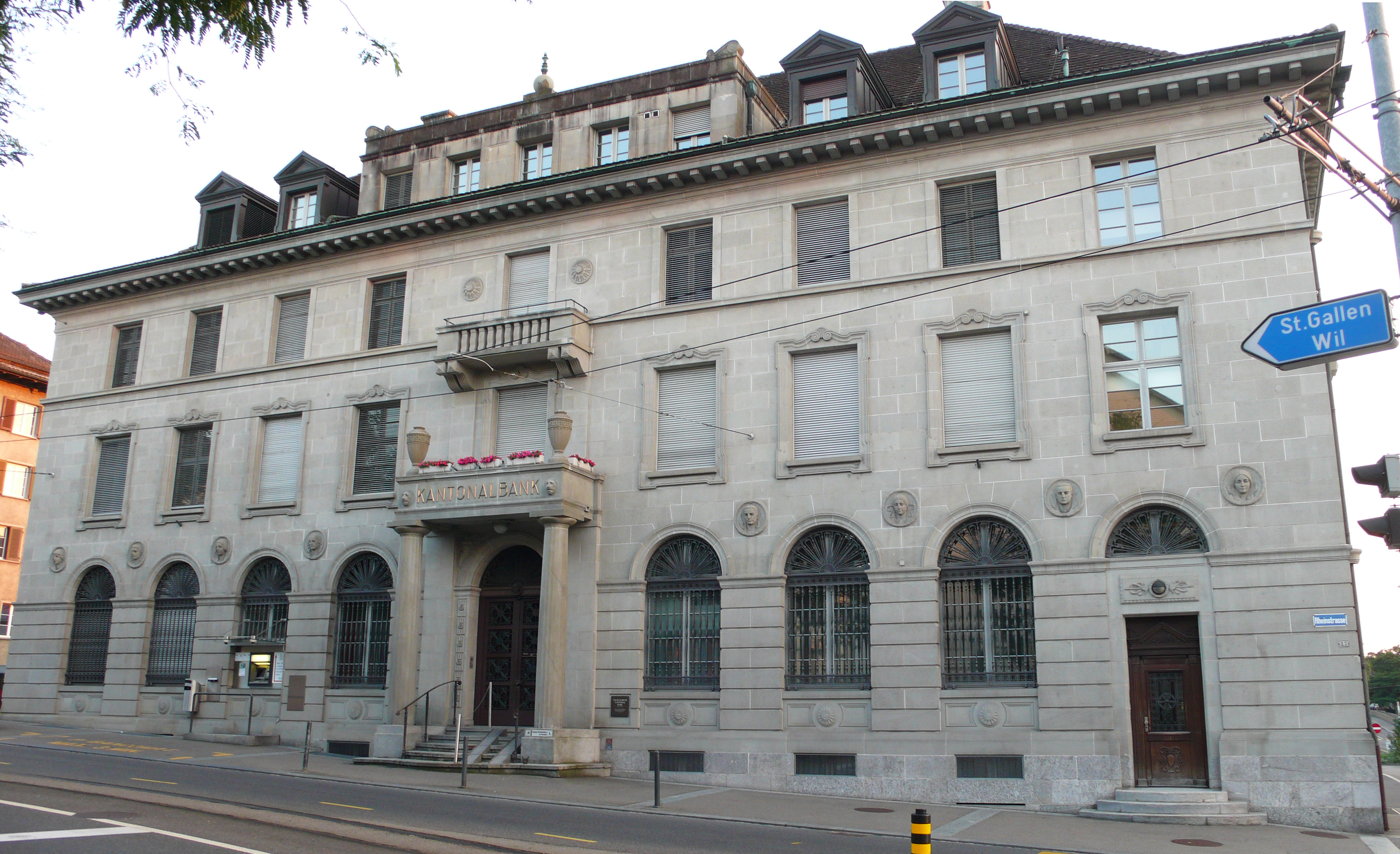
Filiale der TKB in Frauenfeld

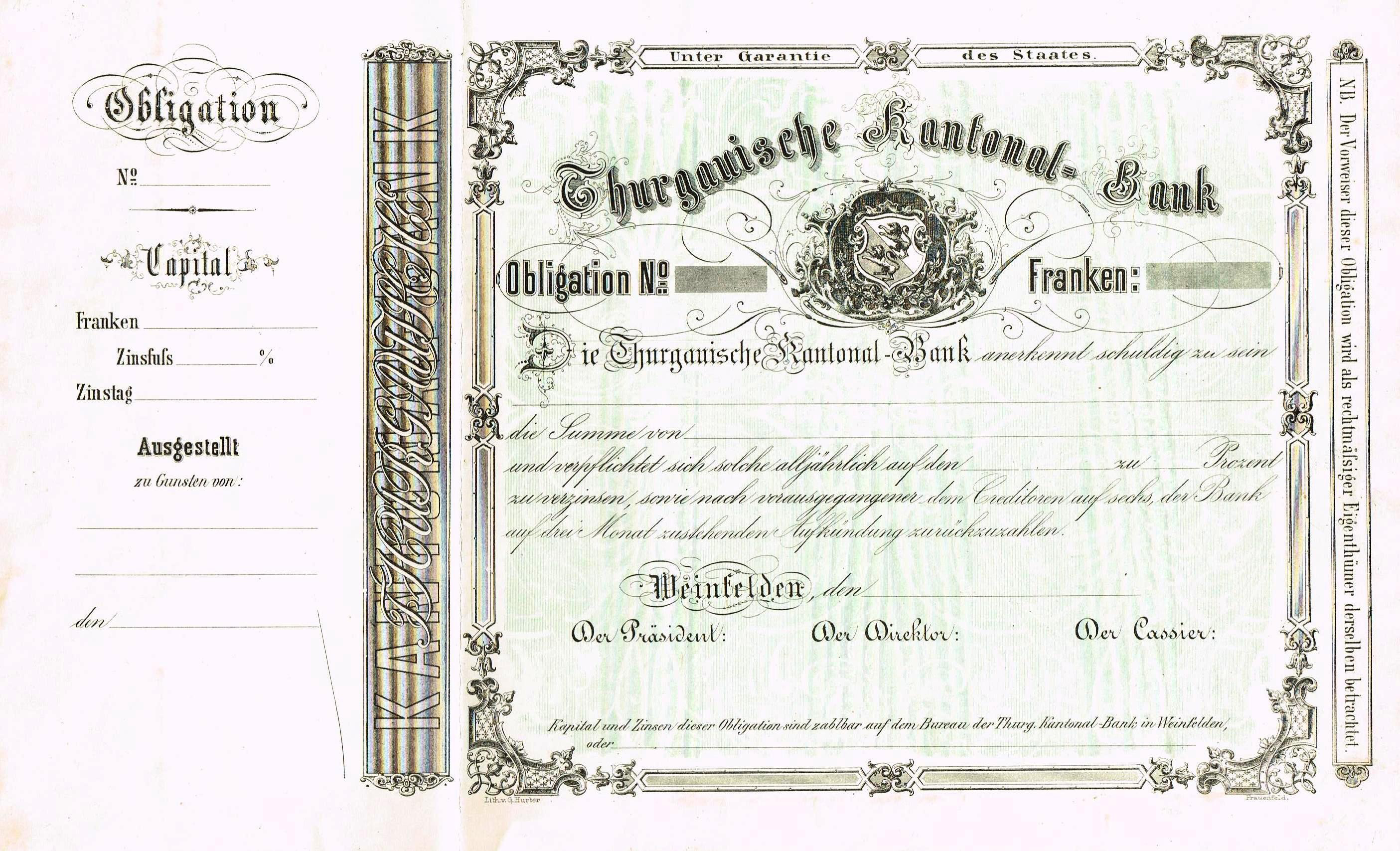
Blankette einer Obligation der Thurgauischen Kantonalbank, ausgegeben ca. 1880

Die Vorgeschichte der Thurgauer Kantonalbank beginnt 1869, als vom Thurgauer Stimmvolk die neue Kantonsverfassung angenommen wurde. In dieser war, als eines der wichtigsten Anliegen der Demokratischen Bewegung, erstmals ein Artikel zur Kantonalbank enthalten. Im April 1870 wurde das erste Kantonalbankgesetz angenommen. Bis zur Gründung der Kantonalbank dauerte es noch über ein Jahr, in dem vor allem auch Fragen bezüglich des Standorts geklärt werden mussten. Der Grosse Rat des Kantons Thurgau entschied sich schliesslich mit einer Stimme Vorsprung vor Romanshorn für Weinfelden.
Am 1. Mai 1871 wurde die Thurgauische Kantonalbank offiziell eröffnet. Die Bank überstand die Wirtschaftskrisen im Thurgau von 1877 und 1912 und den Ersten Weltkrieg weitgehend unbeschadet. Bis 1930 stieg die Bank zur viertgrössten Kantonalbank der Schweiz auf. Auch den Zweiten Weltkrieg überstand die Bank unter anderem mit der Übernahme kriegswirtschaftlicher Aufgaben.
1964 wurde das neue Bankengesetz im Thurgau vom Stimmvolk angenommen. Die Kantonalbank durfte nun alle verschiedenen Bankgeschäfte betreiben und entwickelte sich zur Universalbank. 1989 wurde die Thurgauische Kantonalbank in Thurgauer Kantonalbank umbenannt.
Vornehmlich aus Marketinggründen entschied sich die Thurgauer Kantonalbank am 7. April 2014 durch einen IPO Partizipationsscheine (PS) an der Börse zu platzieren. Der Kanton stellte dafür 50 Millionen Franken des Grundkapitals oder 12,5 % zur Verfügung. Das Angebot wurde mehrfach überzeichnet und generierte Erlöse von 185 Millionen Franken, die vollumfänglich dem Kanton Thurgau zuflossen. 
Im Rahmen einer Sekundärplatzierung wurden im Juni 2015 weitere 30 Millionen Franken Grundkapital in PS-Kapital gewandelt und im Markt platziert. Mehrheitseigentümer der Bank bleibt auch danach der Kanton, Er stellt 320 Millionen Franken Grundkapital (80 % des Gesellschaftskapitals) zur Verfügung.
Die TKB nutzt das Kernbankensystem von Avaloq. Seit Ende 2019 setzt die Bank auch die E-Banking-Lösung von Avaloq ein. Im Jahr 2021 wurde eine bankeigene Twint-App lanciert.
Im Jahr 2024 beteiligte sich die Bank als Minderheitsaktionärin an der Credit Exchange AG (CredEx) und wurde zugleich als neue Kreditgeberin in deren digitalen Hypothekenmarktplatz aufgenommen. Im Rahmen dieser strategischen Partnerschaft übernahm die TKB die Hypothekarvermittlungsplattform Valuu, die sie zur Stärkung ihres eigenen Vermittlungsgeschäfts in die Plattform Brokermarket integrierte.